# Mpigi
Mpigi  este un oraș  în  Uganda. Este reședinta  districtului Mpigi.